# Ouratea caudata
Ouratea caudata är en tvåhjärtbladig växtart som beskrevs av Adolf Engler. Ouratea caudata ingår i släktet Ouratea och familjen Ochnaceae. Inga underarter finns listade i Catalogue of Life.